# درو گادرد
اندرو بریون هوگان گدارد (انگلیسی: Andrew Brion Hogan Goddard؛ زادهٔ ۲۶ فوریهٔ ۱۹۷۵) فیلم‌نامه‌نویس، کارگردان و تهیه‌کننده آمریکایی است.

## فیلم‌شناسی

### فیلم
| سال        | عنوان                     | مسئولیت      | مسئولیت  | مسئولیت          | یادداشت‌ها |
| سال        | عنوان                     | فیلمنامه‌نویس | کارگردان | تهیه‌کننده اجرایی | یادداشت‌ها |
| ---------- | ------------------------- | ------------ | -------- | ---------------- | --- |
| ۲۰۰۸       | کلوورفیلد                 | آری          | نه       | نه               | |
| ۲۰۱۲       | کلبه‌ای در جنگل            | آری          | آری      | نه               | نگارش مشترک فیلمنامه به همراه جاس ویدون                                                                               |
| ۲۰۱۳       | جنگ جهانی زد              | آری          | نه       | نه               | نگارش مشترک فیلم‌نامه به همراه دیمون لیندلوف، ماتیو مایکل کارنهان، و جی. مایکل استرازینسکی؛ بر اساس رمانی از مکس بروکس |
| ۲۰۱۵       | مریخی                     | آری          | نه       | آری              | بر اساس رمانی از اندی ویر                                                                                             |
| ۲۰۱۶       | شماره ۱۰ خیابان کلوورفیلد | نه           | نه       | آری              | دومین فیلم از مجموعهٔ کلوورفیلد                                                                                        |
| اعلام نشده | X-force                   | آری          | نه       | نه               | داستان از رت ریس و پال ورنیک؛ نگارش مشترک فیلمنامه به همراه رایان رینولدز                                             |
| اعلام نشده | اوقات ناگوار در ال‌رویال   | آری          | آری      | آری              | |

### تلویزیون
| سال       | عنوان               | مسئولیت | مسئولیت  | مسئولیت   | مسئولیت          | یادداشت‌ها                                       |
| سال       | عنوان               | نویسنده | کارگردان | تهیه‌کننده | تهیه‌کننده اجرایی | یادداشت‌ها                                       |
| --------- | ------------------- | ------- | -------- | --------- | ---------------- | ----------------------------------------------- |
| ۲۰۰۲–۲۰۰۳ | بافی قاتل خون‌آشام‌ها | آری     |          |           |                  | نویسنده (۵ قسمت)                                |
| ۲۰۰۳–۲۰۰۴ | آنجل                | آری     |          |           |                  | نویسنده (۵ قسمت)؛ ویراستار اجرایی داستان‌ها      |
| ۲۰۰۵–۲۰۰۶ | آلیاس               | آری     |          | آری       |                  | نویسنده (۵ قسمت)؛ تهیه‌کننده                     |
| ۲۰۰۵–۲۰۰۸ | لاست                | آری     |          | آری       |                  | نویسنده (۹ قسمت)؛                               |
| ۲۰۱۵–۲۰۱۸ | دردویل              | آری     |          |           | آری              | خالق؛ نویسنده (۲ قسمت)                          |
| ۲۰۱۶–۲۰۲۰ | جای خوب             |         | آری      |           | آری              | کارگردان (۱ قسمت: «فصل یک: همه چیز روبراه است») |